# Pseudophaloe cotta
Pseudophaloe cotta là một loài bướm đêm thuộc phân họ Arctiinae, họ Erebidae.